# Walter Bösiger
Walter Bösiger (Biel, 11 augustus 1878 - aldaar, 30 juli 1960) was een Zwitsers politicus.
Walter Bösiger groeide op in Biel. Hij bezoch de Kantonsschool in Solothurn en studeerde architectuur aan het Polytechnikum Zürich (thans het Eidgenössische Technische Hochschule Zürich). In 1910 opende hij een eigen architectenbureau in de stad Bern. 
Walter Bösiger was politiek actief voor de Boeren-, Middenstanders- en Burgerpartij (BGB, de huidige Zwitserse Volkspartij). Van 1923 tot 1938 was hij lid van de Regeringsraad van het kanton Bern en beheerde hij het departement van Bouwzaken. Tijdens de crisisjaren zorgde hij voor grote openbare bouwprojecten. Van 1 juni 1926 tot 31 mei 1927 en van 1 juni 1935 tot 31 mei 1936 was hij voorzitter van de Regeringsraad (dat wil zeggen regeringsleider) van het kanton Bern. Na 1938 was hij weer werkzaam als architect.
Walter Bösiger was ook lid van de bestuursraad van de BLS Lötschbergbahn en de Bernische Krafwerke AFG (elektriciteitscentrale). In het Zwitserse leger bekleedde hij de rang van luitenant-kolonel.
Hij overleed op 81-jarige leeftijd, op 30 juli 1960 in Biel.